# Baskil
Baskil ist eine Stadt und Hauptort des gleichnamigen Landkreises in der türkischen Provinz Elâzığ. Die Stadt liegt etwa 47 Straßenkilometer südwestlich von der Provinzhauptstadt Elâzığ.
Der Landkreis Baskil liegt im Südwesten der Provinz und grenzt im Norden an den Kreis Keban, im Osten an den zentralen Landkreis (Merkez) Elâzığ und im Südosten den Kreis Sivrice. Im Westen und Südwesten grenzt er an die Provinz Malatya, getrennt durch einen Stausee der Karakaya-Talsperre.
Neben der Kreisstadt besteht der Landkreis aus 60 Dörfern (Köy) mit durchschnittlich 134 Bewohnern. Kadıköy ist mit 462 Einwohnern das größte Dorf.
Der Landkreis Baskil ist mit einer Fläche von 1318 km² der zweitgrößte der Provinz. Ende 2020 lag Baskil mit 12.508 Einwohnern auf dem 6. Platz der bevölkerungsreichsten Landkreise in der Provinz Elâzığ. Die Bevölkerungsdichte liegt mit 9 Einwohnern je Quadratkilometer unter dem Provinzdurchschnitt (63 Einwohner je km²) und ist die niedrigste innerhalb der Provinz.